# NXT TakeOver: Chicago II
NXT TakeOver: Chicago II  là một sự kiện đấu vật chuyên nghiệp và của WWE Network diễn ra vào ngày 16 tháng 6 năm 2018 tại Allstate Arena ở ngoại ô Chicago Rosemont, Illinois. Sự kiện này được WWE sản xuất cho thương hiệu NXT được phát trực tiếp trên WWE Network.
Năm trận đấu đã được diễn ra tại sự kiện này. Trong sự kiện chính, Tommaso Ciampa đánh bại Johnny Gargano trong Chicago Street Fight. Trong các trận khác, Aleister Black đánh bại Lars Sullivan để giữ đai vô địch NXT và Ricochet đánh bại Velveteen Dream.

## Kết quả
| Số | Kết quả | Thể thức                                        | Thời gian |
| --- | --- | ----------------------------------------------- | --------- |
| 1 N | Bianca Belair đánh bại Dakota Kai                                                                              | Trận đấu đơn                                    | 6:05      |
| 2 N | War Raiders (Hanson và Rowe) đánh bại The Mighty (Nick Miller và Shane Thorne)                                 | Trận đấu đồng đội                               | 4:28      |
| 3 | The Undisputed Era (Kyle O'Reilly và Roderick Strong) (c) (với Adam Cole) đánh bại Daniel Burch và Oney Lorcan | Trận đấu đồng đội cho Giải vô địch đồng đội NXT | 16:00     |
| 4 | Ricochet đánh bại Velveteen Dream                                                                              | Trận đấu đơn                                    | 22h10     |
| 5 | Shayna Baszler (c) đánh bại Nikki Cross bằng đòn khóa                                                          | Trận đấu đơn cho Giải vô địch nữ NXT            | 9:25      |
| 6 | Aleister Black (c) đánh bại Lars Sullivan                                                                      | Trận đấu đơn cho Giải vô địch NXT               | 14:07     |
| 7 | Tommaso Ciampa đánh bại Johnny Gargano                                                                         | Chicago Street Fight                            | 35:29     |
| - (c) - đề cập đến (các) nhà vô địch bước vào trận đấu - N - cho biết trận đấu đã được ghi để phát trên tập NXT trong tương lai | |                                                 |           |